# Henri Venceslas d'Œls-Bernstadt
Pour les articles homonymes, voir Bernstadt.
Henri Venceslas d'Œls-Bernstadt connu également comme Henri Venceslas de Poděbrady, Henri Venceslas de Bernstadt ou Henri Venceslas de Münsterberg, allemand : Heinrich Wenzel von Oels und Bernstadt, Heinrich Wenzel von Podiebrad, ou Heinrich Wenzel von Münsterberg, tchèque : Hynek Václav z Minstrberka ou tchèque : Jindřich Václav Minsterberský; né le 7 octobre 1592, probablement à Œls – 21 août 1639, sans doute à Bernstadt an der Weide) fut duc de Bernstadt de 1617 jusqu'à sa mort. Comme les autres membres de sa famille, il portait aussi les titres de duc de Münsterberg et comte de Glatz, bien qu'il n'ait jamais régné sur ses territoires. Enfin de 1629 à 1639 il fut gouverneur de Silésie.

## Biographie
Henri Venceslas est un membre de la lignée de Münsterberg de la famille noble de Poděbrady. Ses parents sont le duc  Charles II duc de Münsterberg-Œls et Élisabeth Magdeleine (1562–1630), fille du duc Georges II de Brzeg.
Henri Venceslas est nommé en 1608  recteur de l'Alma Mater Viadrina de Francfort-sur-l’Oder. Il effectue un Grand Tour à travers l'Europe, il est ensuite commissaire pour l'armée impériale de Silésie et au Conseil impérial. Après la mort de son père en 1617, il prend le gouvernement du duché de Bernstadt. À la même époque son jeune frère  Charles Frédéric hérite des domaines de Moravie de Šternberk et Jevišovice.
Avec son frère Charles Frédéric, Henri Venceslas accueillent en février 1620 dans sa cité du nord de la Moravie de Šternberk, le roi Frédéric V du Palatinat, qui venait d'être élu en 1619 « roi de Bohême » et qui était en route pour Breslau afin d'y recevoir  l'hommage féodal. Henri Venceslas invite le compositeur d'hymne religieux Matthäus Apelt (de) à Bernstadt en 1625 et le nomme en 1631 secrétaire de sa chancellerie.
En 1627, Henri Venceslas est présent au couronnement à Prague du futur empereur  Ferdinand III du Saint-Empire comme roi de Bohême. Quand le duc Georges-Rodolphe résigne en 1628 sa fonction de landeshauptmann de Silésie, un décret impérial réduit l'influence politique des futurs détenteurs de l'office. En 1629, le roi  Ferdinand III nomme  Henri Venceslas à la fonction de gouverneur après que ce dernier ait promis de respecter la liberté religieuse.
Quand en 1632, les princes protestants de Silésie se rapprochent des envahisseurs suédois et saxons, Henri Venceslas demeure loyal à l'empereur, il refuse de convoquer les États et s'exile temporairement. Henri Venceslas ne perd jamais la faveur impériale, contrairement de son frère Charles Frédéric, qui en 1633, avec les ducs Jean-Christian de Brzeg et Georges-Rodolphe de Liegnitz et le Conseil de la Cité de Breslau se joignent à une ligue défensive qui recherche la protection du duché de Saxe de l'Électorat de  Brandebourg et du royaume de Suède.
En 1637, Henri Venceslas octroie les privilèges de cité à la ville de Międzybórz. Il meurt en 1639 et est inhumé à Oleśnica. Son frère Charles Frédéric de Münsterberg-Œls  lui succède comme duc de Bernstadt.

## Union et postérité
- le 7 novembre 1617 il épouse Anne Magdeleine de Wittelsbach, comtesse Palatine de Veldenz (née  1602 – † 1630) fille de Georges-Gustave de Palatinat-Veldenz. Leur union reste stérile.

- le 26 aout 1636 il épouse en secondes noces et morganatiquement Anne Ursule de Reibnitz (née vers 1616 – † 1648), qui le 16 janvier 1637 à Ratisbonne, est élevée au rang de « princesse de Bernstadt » par le roi des Romains Ferdinand III. Ils ont trois enfants :
- Anna Élisabeth (née le 6 juillet 1637 – † 28 janvier 1642),
- un fils mort-né le 25 mai 1638
- un fils posthume mort-né le 7 novembre 1639.